# Aderklaa
Aderklaa ist eine kleine Gemeinde mit 226 Einwohnern (Stand 1. Jänner 2024) im Marchfeld an der Wiener Stadtgrenze.

## Geografie
Das Angerdorf Aderklaa liegt in dem zum Weinviertel gehörenden Marchfeld in Niederösterreich zwischen Wien und Deutsch-Wagram. Die Fläche der Gemeinde umfasst 8,62 km². 1,22 Prozent der Fläche sind bewaldet.

### Gemeindegliederung
Es gibt nur die Katastralgemeinde Aderklaa.

### Nachbargemeinden
|                   |                                             | Deutsch-Wagram |
|                   | Kompassrose, die auf Nachbargemeinden zeigt |                |
| Donaustadt (Wien) |                                             | Raasdorf       |

## Geschichte

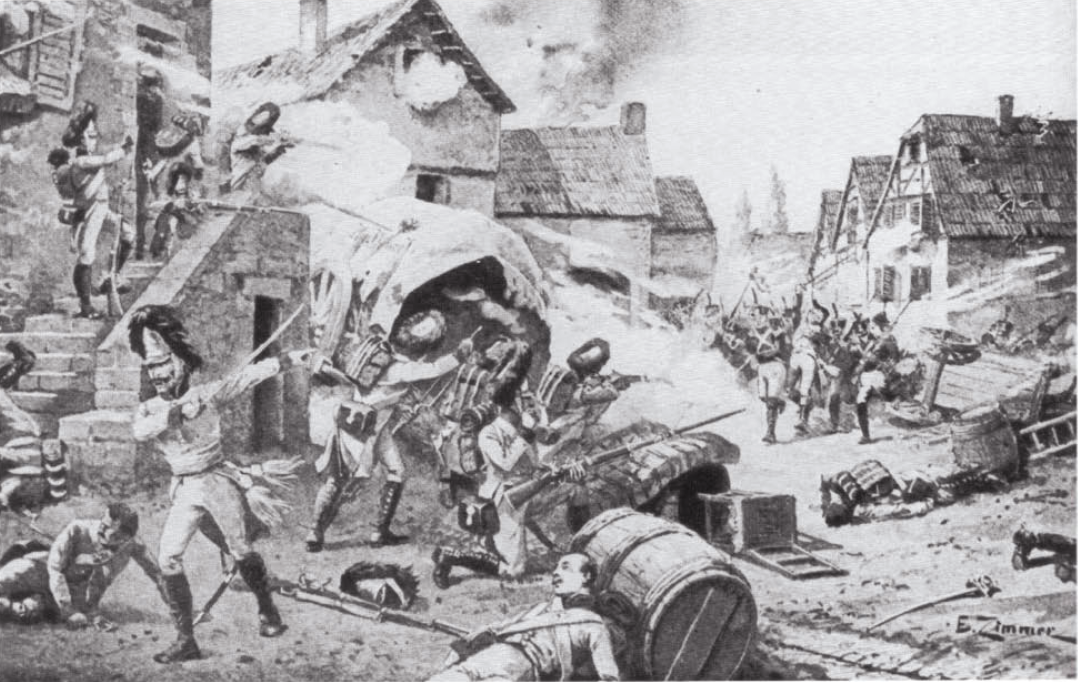
Aderklaa in der Schlacht bei Wagram

In Aderklaa wurden Besiedlungsspuren aus der Jungsteinzeit, der Bronzezeit, der Hallstattzeit und der La-Tène-Zeit gefunden.
Erstmals urkundlich erwähnt wurde Aderklaa im Jahr 1258 im Rationarium Austriacum, einem Zehentverzeichnis aus der Zeit König Ottokars II. von Böhmen, in dem der Ort als „Atychla“ aufscheint. Das Aderklaaer Angerdorf hat die typische Form des Wehrbauerndorfes. Die geschlossene Form bot Schutz und wurde im Ernstfall verteidigt. Der Ortsgrundriss ist seit der Gründung im Mittelalter bis auf den heutigen Tag erhalten. Im Zuge der zweiten Wiener Türkenbelagerung 1683 wurde das Dorf verwüstet. Vom 16. bis 21. Mai 1809 befand sich in Aderklaa das Hauptquartier von Generalissimus Erzherzog Carl und seinem Gefolge, bevor sie zur ruhmreichen Schlacht gegen die Truppen von Kaiser Napoleon nach Aspern und Essling zogen. Am 5. und 6. Juli 1809 war Aderklaa einer der Schauplätze der Schlacht bei Wagram.
Seit 1784 gehört Aderklaa zur Pfarre Deutsch-Wagram. Im Jahr 1938 waren laut Adressbuch von Österreich in Aderklaa eine Bäckerin, zwei Gärtner, zwei Gastwirte, zwei Gemischtwarenhändlerinnen, ein Sattler, ein Schmied, eine Stickerei, ein Wagner und zahlreiche Landwirte ansässig. Weiters gab es eine Druschgenossenschaft.
Anlässlich der Gedenkfeier 200 Jahre nach der Schlacht bei Wagram im Jahr 2009 wurde der Gemeinde das Wappen vom Land Niederösterreich verliehen.

### Einwohnerentwicklung
| Aderklaa: Einwohnerzahlen von 1869 bis 2024         | Aderklaa: Einwohnerzahlen von 1869 bis 2024 | Aderklaa: Einwohnerzahlen von 1869 bis 2024 | Aderklaa: Einwohnerzahlen von 1869 bis 2024 | Aderklaa: Einwohnerzahlen von 1869 bis 2024 |
| --------------------------------------------------- | ------------------------------------------- | ------------------------------------------- | ------------------------------------------- | ------------------------------------------- |
| Jahr                                                |                                             |                                             |                                             | Einwohner                                   |
| 1869                                                | 1869                                        |                                             | 256                                         | 256                                         |
| 1880                                                | 1880                                        |                                             | 292                                         | 292                                         |
| 1890                                                | 1890                                        |                                             | 276                                         | 276                                         |
| 1900                                                | 1900                                        |                                             | 296                                         | 296                                         |
| 1910                                                | 1910                                        |                                             | 311                                         | 311                                         |
| 1923                                                | 1923                                        |                                             | 339                                         | 339                                         |
| 1934                                                | 1934                                        |                                             | 285                                         | 285                                         |
| 1939                                                | 1939                                        |                                             | 309                                         | 309                                         |
| 1951                                                | 1951                                        |                                             | 251                                         | 251                                         |
| 1961                                                | 1961                                        |                                             | 211                                         | 211                                         |
| 1971                                                | 1971                                        |                                             | 183                                         | 183                                         |
| 1981                                                | 1981                                        |                                             | 155                                         | 155                                         |
| 1991                                                | 1991                                        |                                             | 210                                         | 210                                         |
| 2001                                                | 2001                                        |                                             | 233                                         | 233                                         |
| 2011                                                | 2011                                        |                                             | 198                                         | 198                                         |
| 2021                                                | 2021                                        |                                             | 197                                         | 197                                         |
| 2024                                                | 2024                                        |                                             | 226                                         | 226                                         |
| Quelle(n): Statistik Austria, Gebietsstand 1.1.2021 |                                             |                                             |                                             |                                             |

## Kultur und Sehenswürdigkeiten

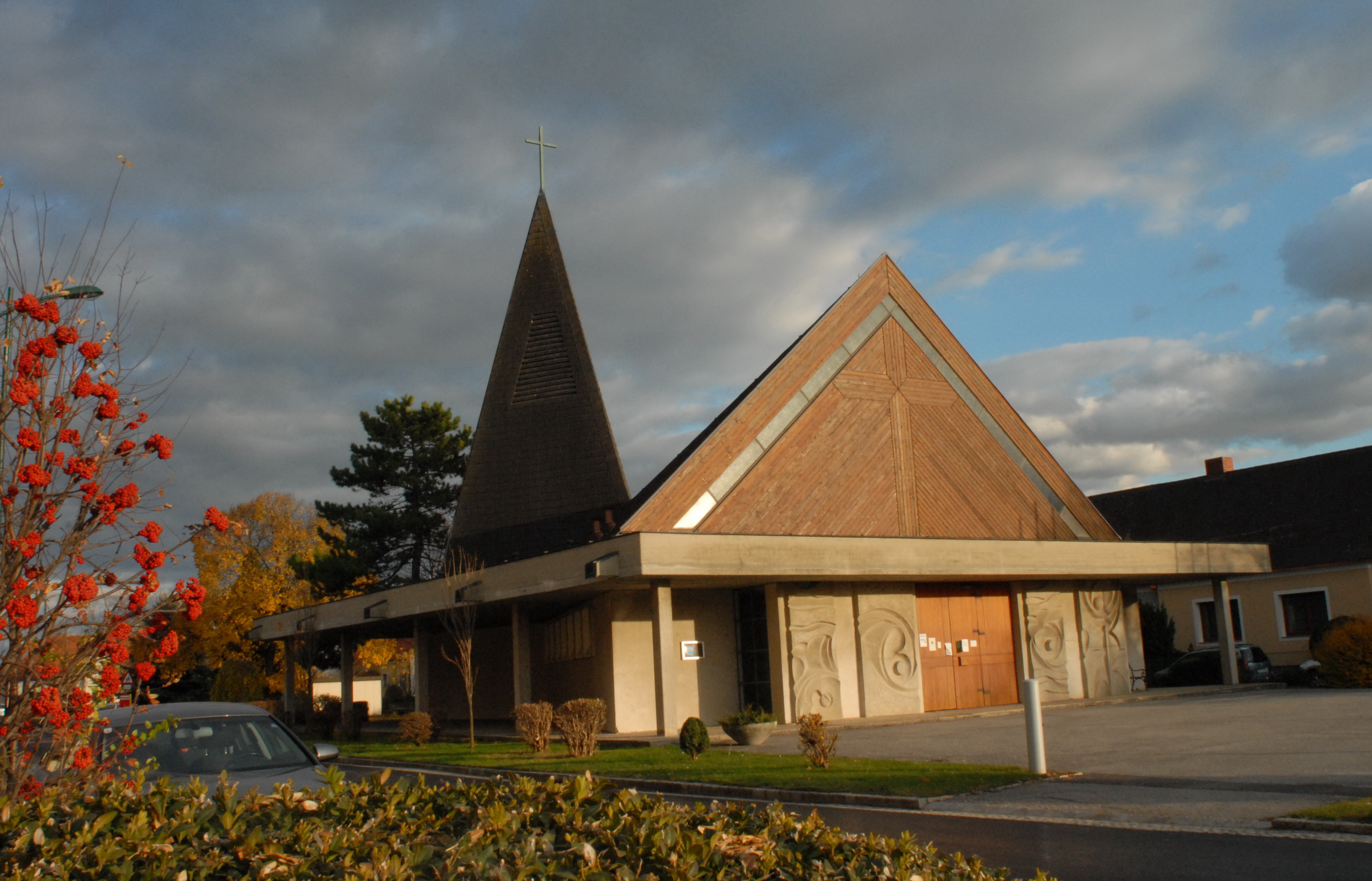
Filialkirche Aderklaa

Gedenkstein für 5. und 6. Juli 1809

- Katholische Filialkirche Aderklaa Zur Schmerzhaften Muttergottes

## Wirtschaft und Infrastruktur

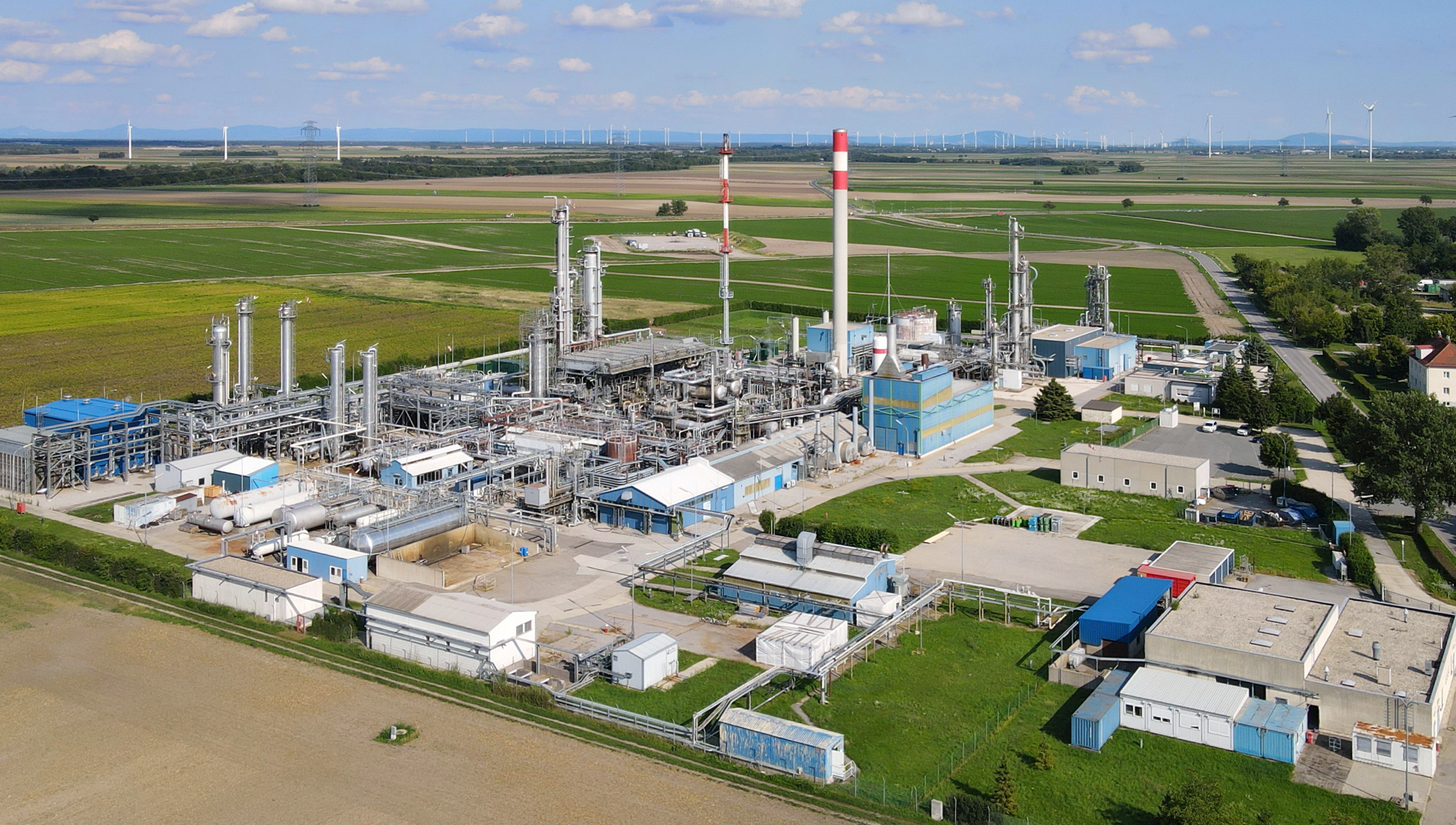
Erdgas-Aufbereitungsstation der OMV

Nichtlandwirtschaftliche Arbeitsstätten gab es im Jahr 2001 14, land- und forstwirtschaftliche Betriebe nach der Erhebung 1999 25. Die Zahl der Erwerbstätigen am Wohnort betrug nach der Volkszählung 2001 140. Die Erwerbsquote lag 2001 bei 60,51 Prozent.
In Aderklaa befindet sich eine Erdgasstation der OMV.

### Verkehr
- Straße: Aderklaa ist durch die B8 Angerer Straße mit Wien und der Bezirkshauptstadt Gänserndorf verbunden. Westlich gibt es eine Anbindung zur Wiener Außenring Schnellstraße S1 und S2.

### Altlasten
Eine Geländemulde, die ab den 1970ern zuerst mit Hausmüll und später mit Bauschutt aufgefüllt wurde, beinhaltete offenbar auch gewerbliche Ablagerungen, die zum Teil sehr hohe Schadstoffgehalte aufwiesen, wodurch eine Gefahr für das Grundwasser gegeben war. Daher wurde die Altablagerung im Jahr 2003 geräumt und die in stark korrodierten Fässern vorgefundenen Lackreste sowie Ölablagerungen entsorgt. Die Grube wurde mit gewachsenem Boden verfüllt; die Altablagerung stellt nun keine Gefährdung für die Umwelt mehr dar.

## Politik

### Gemeinderat
Der Gemeinderat hat 13 Mitglieder.
- Nach den Gemeinderatswahlen in Niederösterreich 1990 hatte der Gemeinderat folgende Verteilung: 12 ÖVP und 1 KPÖ.
- Nach den Gemeinderatswahlen in Niederösterreich 1995 hatte der Gemeinderat folgende Verteilung: 11 ÖVP und 2 Familieninitiative Aderklaa.[5]
- Nach den Gemeinderatswahlen in Niederösterreich 2000 hatte der Gemeinderat folgende Verteilung: 13 ÖVP.[6]
- Nach den Gemeinderatswahlen in Niederösterreich 2005 hatte der Gemeinderat folgende Verteilung: 10 ÖVP und 3 JA ZU A.[7]
- Nach den Gemeinderatswahlen in Niederösterreich 2010 hatte der Gemeinderat folgende Verteilung: 11 ÖVP und 2 JA ZU A.[8]
- Nach den Gemeinderatswahlen in Niederösterreich 2015 hatte der Gemeinderat folgende Verteilung: 13 ÖVP.[9]
- Nach den Gemeinderatswahlen in Niederösterreich 2020 hatte der Gemeinderat folgende Verteilung: 13 ÖVP.[10]
- Nach den Gemeinderatswahlen in Niederösterreich 2025 hat der Gemeinderat folgende Verteilung: 13 ÖVP.[11]

### Bürgermeister
- bis 2006 Leopold Staudigl (ÖVP)
- 2006–2015 Franz Schlederer (ÖVP)
- seit 2015 Bernhard Wolfram (ÖVP)

## Persönlichkeiten
- Amrita Enzinger (* 1967), Umweltmanagerin, Politikerin und Abgeordnete zum Landtag von Niederösterreich